# Carl Maria von Weber
Carl Maria Friedrich Ernst Freiherr von Weber (Eutin, 18 de novembro de 1786 – Londres, 5 de junho de 1826) foi compositor e diretor de ópera da Holsácia (hoje parte da Alemanha) da era romântica, celebrado por suas óperas Der Freischütz (1821), Euryanthe (1823) e Oberon (1826).

## Óperas
- Die Macht der Liebe und des Weins (O poder do amor e do vinho, 1798; perdida)
- Das Waldmädchen (A garota da floresta, 1800)
- Peter Schmoll und seine Nachbarn (Peter Schmoll e seus vizinhos, 1803)
- Rübezahl (1804–1805; inacabada)
- Silvana (1810)
- Abu Hassan (1811)
- Der Freischütz (O Franco-Atirador, 1821)
- Die drei Pintos (Os três Pintos, 1820–1824; inacabada, terminada por Gustav Mahler)
- Euryanthe (1823)
- Oberon (1826)